# 金香起
金香起（2000年8月9日—），或译金香奇，韓國女演員。

## 演藝經歷

### 童星時期
2003年，以雜誌模特兒首次亮相，同時亦參演不少廣告。2006年，以電影《伴我走天涯》演員身份正式出道，直至2018年成年前，一直以童星演員身份出演不同電影及電視劇，包括電視劇《女王的教室》、電影《優雅的謊言》等。2014年，以電影《優雅的謊言》獲得第50屆百想藝術大獎電影部門女子新人演技獎，14歲時獲得獎項，為該獎項最年輕得主。
2017年，出演電影《與神同行》，為影壇生涯中首部1000萬觀眾人數的電影。2018年，電影《與神同行》續作《與神同行：最終審判》，亦為突破1000萬觀眾人數的電影。同年11月，第39屆青龍電影獎中以《與神同行：最終審判》獲得最佳女配角，為該年度最年輕入圍及獲獎得主，也是該獎項最年輕得主。

### 成年時期
2019年，電影《證人》上映後，影壇生涯中累積觀眾人數突破5000萬人，成為韓國影史上最年輕達到此里程碑的演員。同年5月，第55屆百想藝術大獎中以電影《證人》獲提名電影部門女子最優秀演技獎，僅以一票之差落選。同年7月，出演電視劇《18歲的瞬間》，為成年後首部電視劇。

## 演出作品

### 電影
| 年份   | 片名                   | 角色          | 性質 | 備註     |
| 2006年 | 《伴我走天涯》         | 小依          | 主演 |          |
| 2008年 | 《櫻桃小番茄》         | 達成          | 主演 |          |
| 2008年 | 《女童軍》             |               | 配角 |          |
| 2008年 | 《錯誤的相遇》         | 申浩京 (少年) | 客串 |          |
| 2009年 | 《影子殺人》           | 星伊          | 配角 |          |
| 2010年 | 《女兒的嫁衣》         | 張曉珞        | 主演 |          |
| 2010年 | 《解決師》             | 姜秀珍        | 配角 |          |
| 2011年 | 《我爱你》             | 街燈小孩      | 客串 |          |
| 2012年 | 《隨風而逝》           | 南伊          | 配角 |          |
| 2012年 | 《狼族少年》           | 金純子        | 配角 |          |
| 2014年 | 《優雅的謊言》         | 李千智        | 主演 |          |
| 2015年 | 《想念哥哥》           | 韓純美        | 客串 |          |
| 2016年 | 《特別搜查：囚犯的信》 | 權東弦        | 主演 |          |
| 2017年 | 《雪地裡的擁抱》       | 崔鐘芬        | 主演 |          |
| 2017年 | 《與神同行》           | 李德春        | 主演 | 千萬票房 |
| 2018年 | 《與神同行：最終審判》 | 李德春        | 主演 | 千萬票房 |
| 2018年 | 《親愛的仇人》         | 英珠          | 主演 |          |
| 2019年 | 《證人》               | 智友          | 主演 |          |
| 2021年 | 《孩子別哭》           | 雅英          | 主演 |          |
| 2021年 | 《勝利號》             | 女巴博斯      | 客串 |          |
| 2022年 | 《闲山：龙的出现》     | 鄭寶凜        | 主演 |          |
| 待公布 | 《只是在身旁呼吸也好》 |               | 主演 |          |
| 待公布 | 《寒兰》               | 娥珍          | 主演 | [ 15 ]   |

### 電視劇
| 年份   | 電視台 | 劇名                              | 角色          | 性質 | 備註             |
| 2007年 | SBS    | 《鹽巴娃娃》                      | 文河娜        |      |                  |
| 2007年 | SBS    | 《不良情侶》                      | 趙延度/李延度 | 配角 |                  |
| 2007年 | KBS2   | 《壞愛情》                        |               |      |                  |
| 2008年 | MBC    | 《每天夜晚》                      | 姜智允        |      |                  |
| 2009年 | MBC    | 《HERO》                          | 陳瑟          | 配角 |                  |
| 2013年 | MBC    | 《女王的教室》                    | 沈夏娜        | 主演 |                  |
| 2014年 | KBS2   | 《Drama Special－好漂亮！吳萬福》 | 吳萬福        | 主演 |                  |
| 2015年 | KBS2   | 《雪路》                          | 崔鐘芬        | 主演 |                  |
| 2018年 | tvN    | 《美味：沉醉於美味》              | 鄭忠南        | 主演 | 聖誕節特輯獨幕劇 |
| 2019年 | JTBC   | 《18歲的瞬間》                    | 俞秀彬        | 主演 |                  |
| 2022年 | tvN    | 《朝鮮精神科醫師劉世豐》          | 徐恩宇        | 主演 | [ 16 ]           |
| 2023年 | tvN    | 《朝鮮精神科醫師劉世豐2》         | 徐恩宇        | 主演 |                  |

### 網路劇
| 年份   | 平台                             | 劇名             | 角色   | 性質 | 備註   |
| 2017年 | OKSUSU                           | 《復仇筆記》     | 胡具熙 | 主演 |        |
| 2022年 | 中華電信MOD、MyVideo、Hami Video | 《飛起來吧蝴蝶》 | 吳喜悅 | 主演 |        |
| 2023年 | TVING                            | 《戀愛播放清單》 | 宋韓珠 | 主演 | [ 17 ] |
| 2025年 | Netflix                          | 《現金英雄》     | 方恩薇 | 主演 |        |

### 音樂錄影帶
| 年份   | 歌手     | 歌曲                     | 合作藝人                              | 備註 |
| 2007年 | Magolpy  | 飛行少女                 | 希澈、強仁、神童、朴有天、Eru、金章勳 |      |
| 2007年 | 輝晟     | 美味的愛情               |                                       |      |
| 2013年 | SHINee   | Green Rain               |                                       |      |
| 2014年 | INFINITE | Back                     |                                       |      |
| 2020年 | Paul Kim | The Reason for My Spring |                                       |      |
| 2021年 | PENOMECO | JAJA                     |                                       |      |

## 獎項紀錄
| 年份   | 頒獎典禮                   | 獎項                     | 作品               | 結果 |
| 2013年 | 第六屆韓國電視劇獎         | 童星獎                   | 《女王的教室》     | 提名 |
| 2013年 | APAN Star Awards           | 童星獎                   | 《女王的教室》     | 獲獎 |
| 2013年 | MBC演技大賞                | 童星獎                   | 《女王的教室》     | 獲獎 |
| 2014年 | 第50屆百想藝術大賞         | 電影部門女子新人演技獎   | 《優雅的謊言》     | 獲獎 |
| 2014年 | 第51屆大鐘獎               | 最佳新人女演員獎         | 《優雅的謊言》     | 提名 |
| 2015年 | KBS演技大賞                | 青年女子演技獎           | 《雪路》           | 獲獎 |
| 2018年 | 第27屆釜日電影獎           | 人氣女演員獎             | 不適用             | 獲獎 |
| 2018年 | 第39屆青龍電影獎           | 人氣明星獎               | 不適用             | 獲獎 |
| 2018年 | 第39屆青龍電影獎           | 最佳女配角獎             | 《與神同行》       | 獲獎 |
| 2019年 | 第55屆百想藝術大獎         | 電影部門女子最優秀演技獎 | 《證人》           | 提名 |
| 2019年 | 第39屆黃金攝影獎           | 最佳女主角               | 《證人》           | 獲獎 |
| 2019年 | 第28屆釜日電影獎           | 最佳女主角               | 《證人》           | 提名 |
| 2019年 | 第39屆韓國影評獎           | 最佳女主角               | 《證人》           | 獲獎 |
| 2019年 | 第27屆大韓民國文化演藝大賞 | 電影部門女子最優秀演技獎 | 《證人》           | 獲獎 |
| 2020年 | 第56屆大鐘獎               | 最佳女主角               | 《證人》           | 提名 |
| 2022年 | 第27届春史国际电影节       | 最佳女配角               | 《闲山：龙的出现》 | 提名 |
| 2022年 | 第58屆大鐘獎               | 最佳女配角               | 《闲山：龙的出现》 | 提名 |
| 2022年 | 第42届黄金摄影奖颁奖礼     | 最优秀人气女演员奖       | 《闲山：龙的出现》 | 獲獎 |

## 外部連結
- 金香起的Instagram帳戶